# Гонения на христиан при Деции
Гонения на христиан при Деции — гонение на христиан в Римской империи предпринятое при императоре Деции Траяне в 250 году.

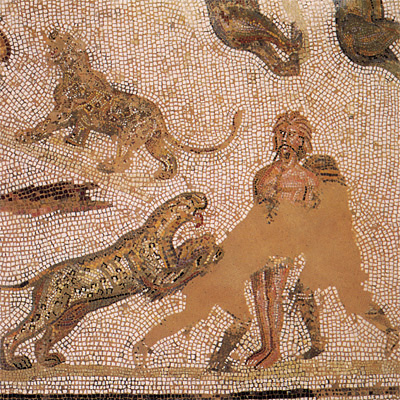
Damnatio ad bestias. Мозаика III века

## Предыстория
Контроль над религиозной жизнью общества стал одним из важнейших направлений внутренней политики Деция. В древнеримском религиозном сознании важное место занимало представление о «pax deorum» — божьем мире: римляне почитали богов согласно традиционным ритуалам, принося им жертвоприношения, а боги, в свою очередь, не только охраняли Рим, но и гарантировали ему власть над всем миром. Нарушение pax deorum, то есть пренебрежение богами, якобы влекло за собой катастрофические последствия. Поэтому Деций решил восстановить почитание традиционных богов и возродить древние культы. Так многие надписи этого периода называют императора «восстановителем святынь». В некоторых случаях, как это было в этрусском городе Козе, это почётное звание подразумевало, что Деций провёл реконструкцию храмов. В других случаях оно означало, что по его приказу были построены новые святилища. Например, по велению Деция жители Аквилеи отреставрировали статую Нептуна. Кроме того, император подчёркивал необходимость почитания именно отеческих богов — так, в послании к жителям Афродисиаса он просил отметить молитвами и жертвоприношениями его правление ради «богини», в честь которой был назван город.
Другим нарушением «pax deorum» было пренебрежение традиционными жертвоприношениями — вплоть до полного отказа от них. Начали появляться язычники, не совершавшие жертвоприношений. Наибольшую опасность для «pax deorum» представляли христиане, общины которых распространились почти по всей империи, а Церковь стала приобретать чёткую структуру. Христиане отказывались приносить жертвы и поклоняться богам римского пантеона. С точки зрения римских консерваторов, к которым относился и сам император, это следовало немедленно прекратить. По всей видимости, была и ещё одна важная причина обращения Деция к восстановлению «божьего мира»: политика веротерпимости предшественника Деция Филиппа Араба, по мнению императора, могла оскорбить богов. Установление «pax deorum» отвечало интересам довольно широких кругов римского общества, особенно сенаторской знати — консервативные предпочтения всегда были достаточно сильными.
Есть несколько точек зрения относительно истинных причин антихристианской религиозной кампании Деция. По мнению Евсевия Кесарийского, император начал гонения из-за ненависти к своему предшественнику на троне Филиппу, который якобы был тайным христианином. По сообщению Иоанна Зонары, императора подстрекал к гонениям Валериан. Известно, что Деций не ставил своей целью ни уничтожение христианства как религии, ни Церкви как организации. Многим арестованным христианам даже разрешалось принимать единоверцев, в том числе пресвитеров, или вести переписку. В отличие от поздних императоров, Деций не требовал выдавать священные книги.

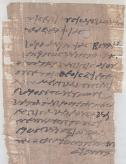
libellus времён Деция, удостоверяющий, что его владелец пожертвовал римским богам

## Эдикт
Не позже января 250 года (скорее всего, ещё в конце предыдущего года) Деций издал специальный указ, согласно которому каждый житель империи должен был публично, в присутствии местных властей и специальной комиссии, принести жертву и отведать жертвенного мяса, после чего получить специальный документ (лат. libellus), удостоверявший этот акт. Отказавшиеся от жертвоприношений подвергались наказанию, которым могла быть даже смертная казнь. Оригинальный указ Деция утерян, но в распоряжении историков есть свидетельства Евсевия Кесарийского и Лактанция, сохранившиеся до нашего времени, а папирологисты обнаружили ряд «libelli». Из «libelli» удалось многое узнать о природе указа, что дало историкам возможность представить цель Деция. Вот пример либелла:
«Комиссариям, призванным к наблюдению за (правильностью) принесения жертв. От Аврелия Асесиса, сына Серена, из деревни Феадельфии что в Египте. Я всегда и беспрестанно приносил жертвы богам, и ныне в присутствии вашем в соответствии с буквой указа совершил возлияние, и принес жертву и отведал часть от жертвенного (животного), что прошу вас ныне засвидетельствовать. Прощайте. Я, Асесис, 32 лет от роду, раненый…»
До открытия «libelli» предполагалось, что указ применялся только к христианам или, возможно, людям, подозреваемым в приверженности к христианству. В результате исследования было выяснено, что слово «христианин» не появляется ни в одном из известных «libelli», равно как и имя императора. Последнее указывает, что жертвы и молитвы не следует рассматривать как возношение непосредственно в его пользу. Кроме того, в «libelli» ни разу не было упомянуто конкретное божество. Таким образом, вероятнее всего, Деций просил что-то сродни римскому «supplicatio», где молитвы и жертвы предлагались от имени всех богов, имевших свои храмы в столице. Тексты «libelli», по-видимому, были основаны на стереотипных формулировках. Они, по существу являются ходатайствами, которые утверждаются подписью и датой. Если лицо, получавшее «libellus», было неграмотным, документ заверялся писцом или, возможно, членом комиссии. Так как Римская империя была крупным государством, условия выполнения приказа были разными. Возможно, составлялись списки лиц, которые должны были в определённый день принести жертвы во избежание длинных очередей.

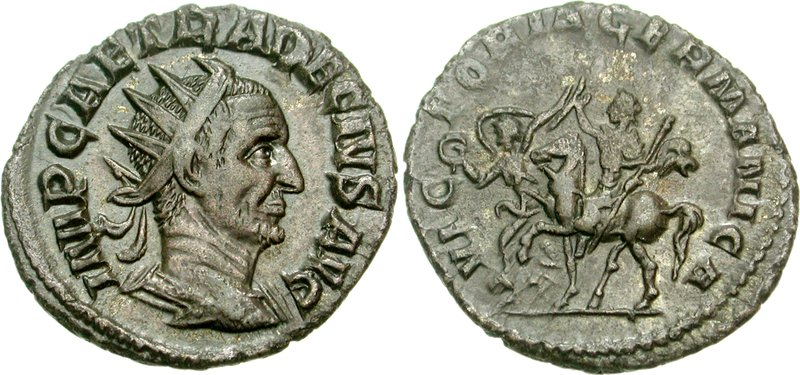
Антониниан с портретом Деция

Сразу же после издания эдикта началось первое крупное гонение на христиан. Оно оказалось для последних полной неожиданностью. Пострадали не только христиане, приговорённые к тюремному заключению, но и многие другие из их числа, которые покинули свои дома и стали жертвами бандитов, голода или варваров. Во время гонений погиб римский папа Фабиан, а некоторые епископы, например, Киприан Карфагенский и Дионисий Александрийский, бежали и руководили христианами из укрытий. Ещё одной проблемой для Церкви стало большое количество христиан, которые либо выполнили указ, либо получили «libellus» при помощи взяток, но потом раскаялись. Эта ситуация привела к расколу в Церкви — представители партии во главе с религиозным лидером Новацианом утверждали, что поклонение идолам было непростительным грехом и что Церковь не имеет права на повторное обращение в христианство людей, один раз отказавшихся от него. Положение дел осложнилось ещё сильнее, когда Новациан провозгласил себя Папой, противостоя официальному Папе Корнелию, преемнику Фабиана. Новациан был объявлен еретиком, но его учение продолжало существовать вплоть до VII века. Неизвестно точно, когда действия против христиан закончились. Пик репрессий, по всей видимости, пришелся на июнь-июль 250 года. Скорее всего, Деций прекратил гонения, потому что столкнулся с серьёзными проблемами в балканских провинциях. Неизвестно, распространялся ли указ Деция на иудеев и манихеев.

## Мученики
Известными мученики времён правления Деция Траяна стали епископ Никон Тавроменийский и 199 его учеников, епископ Евдемон, Вавила Антиохийский и Александр Иерусалимский, епископ Карп Фиатирский (или Пергамский) с Агафодором, Парамон Вифинский с 370 мучениками, Максим из Малой Азии, Агата, и многие другие.